# Jorge Sobisch
Jorge Omar Sobisch (Buenos Aires, 16 de enero de 1943) es un político argentino. El mismo fue tres veces gobernador de la provincia de Neuquén. Es técnico gráfico de profesión; se presentó como candidato a presidente en las Elecciones presidenciales de 2007 en Argentina, junto al candidato a vicepresidente Jorge Asís. Su fórmula reunió 284.161 votos, que conformaron el 1,40%, quedando así en el séptimo lugar. En 2012 fue condenado por irregularidades en torno de la campaña electoral nacional de 2007 e inhabilitado para ejercer cargos públicos por dos años.

## Biografía

### Comienzos
Hijo de Carlos Juan Sobisch y de Blanca Nieves Velásquez, su padre se radicó en Neuquén a comienzos de la década de 1940. De profesión militar.
Cursa la primaria en Neuquén y el secundario en Buenos Aires, desde donde se traslada a Trelew para trabajar en la imprenta de una familia amiga. Se casó en 1971 Liliana Planas con quien tuvo 4 hijos y dos nietos. Gracias a su oficio de linotipista, fundó una empresa gráfica. [cita requerida]A los veintiocho años de edad dirigió el Club Deportivo Independiente.

### Gobernador de Neuquén
En 1983, el Movimiento Popular Neuquino (MPN) ganó las elecciones de la capital provincial. En 1991, luego de un feroz enfrentamiento con los caudillos del partido provincial gana la interna partidaria para candidato a gobernador y la elección general le da el mandato para gobernar Neuquén hasta 1995. 
En 1999 vuelve a ganar la interna del MPN y la general para gobernar la provincia hasta 2003 y se presenta a una reelección para  gobernar Neuquén hasta el 2007. Ese mismo año forma una alianza electoral con Mauricio Macri y Ricardo López Murphy. Meses después Jorge Sobisch  y el diputado nacional Mauricio Macri (Compromiso para el Cambio) sellaron su alianza.
A su vez, se convirtió en el presidente del MPN. En febrero de 2006, luego de triunfar en las elecciones legislativas de 2005, asume el cargo de Presidente de la Convención Constituyente, encargada de reformar la Constitución provincial.[cita requerida]En 2006 fue denunciado en una conexión entre la estafa de Temux al Banco de la Provincia de Neuquén y la compra de equipos informáticos para el plan de seguridad a la empresa Damovo SA fue denunciada por el diputado del justicialismo Ariel Kogan, según las denuncias el Plan de Seguridad habría incluido compras millonarias con sobreprecios. En 2005 el diputado Kogan denunció que durante febrero de 2005, la empresa TEMUX, a través de su presidente Gustavo Troiani, cambió  millones de dólares billetes en las cajas del Banco de Neuquén en Capital Federal, llevándose en efectivo 3.79 milloens de pesos en quince operaciones realizadas en nueve días. Kogan manifestó que "llegaban al banco con una valija con los dólares, los cambiaban en la caja y se llevaban en esa valija los pesos", siendo ese dinero desviado Meses después el diputado neuquino Jorge Taylor presentó una denuncia en contra del gobernador Jorge Sobisch y el vicepresidente de la Legislatura, Osvaldo Ferreira, en el marco de la causa en la que se investiga si ambos intentaron pagar sobornos al legislador. Según la fiscalía Sosbich le ofreció un crédito de 605.000 pesos y un adelanto de 35.000 Lecop a cambio de su presencia en el recinto para lograr el cuórum necesario para la designación de tres jueces del Tribunal Superior de Justicia de Neuquén y de esa forma asegurarse una mayoría automática. Tras las denuncias de un legislador  al gobernador Sosbich por intento de coimas el diario “Río Negro” cubrió el caso fue penalizado cuando Sobisch le retiró la publicidad oficial  calificándose como "un peligroso intento de controlar a los medios de comunicación y a los periodistas favoreciendo a los adictos y castigando a los independientes." En diciembre de 2002 quedó envuelto nuevamente en un escándalo por ofrecimiento de coimas , siendo grabado en cámara oculta hecha por el diputado Taylor donde gobernador le pide que dé cuórum para nombrar sus jueces. A cambio, ofrecía "contrapartidas".
Fue sometido a juicio político en la causa conocida como "Zona Liberada" en la que se lo acusó por abuso de autoridad tras haber ordenado a la policía de esa provincia no intervenir en un conflicto ocurrido en marzo de 2006 en la localidad de Plaza Huincul. En esa ocasión un grupo de personas, trabajadores agremiados en la UOCRA, atacó y lesionó a manifestantes del gremio docente que cortaban el acceso a una destilería. El asesinato del maestro Carlos Fuentealba en 2007, durante una manifestación de maestros ocurrió durante el tercer período de gobernación de Sobisch; la policía provincial recibió la orden del propio gobernador de impedir que los manifestantes cortaran la ruta, para garantizar el libre tránsito en la misma. Tras su paso por Cambiemos en 2017, Sobisch se presentaría  en 2019 como candidato a gobernador bajo la lista del Partido Demócrata Cristiano (PDC), en un frente que integraría a otras fuerzas menores.

### Candidato a presidente en 2007
Para las elecciones presidenciales 2007, Jorge Sobisch se acerca a la corriente interna del Partido Justicialista opuesta al presidente Néstor Kirchner, junto a dirigentes como Carlos Menem, Adolfo Rodríguez Saá o Alberto Rodríguez Saá pero no logró el apoyo de dichos dirigentes, por lo que se postuló por su cuenta junto a Jorge Asís. El resto del PJ disidente presentó la candidatura de Alberto Rodríguez Saá. El eslogan de campaña utilizado por Sobisch fue "100% preparado". Por su parte, Mauricio Macri se distanció de él luego del asesinato de Carlos Fuentealba. Juan Carlos Blumberg continuó respaldándolo y finalmente compartió lista como candidato a gobernador.
Luego de la elección su fórmula reunió 284.161 votos, que conformaron el 1,40%, quedando así en el séptimo lugar. No se impuso ni siquiera en la Provincia del Neuquén en donde gobernaba en ese momento. Luego de las elecciones explicó "No nos acompañó la gente"; mientras que Blumberg, que lo había apoyado y era candidato a gobernador por la misma lista, lo culpó por su fracaso electoral.

### Presidente del MPN
En 2009 su esposa, Liliana Planas, se suicidó al arrojarse del noveno piso de un edificio. Al año siguiente ganó las elecciones partidarias del MPN convirtiéndose una vez más en presidente de dicho partido, derrotando a la lista Celeste del diputado Nacional José Brillo.[cita requerida]

### Candidato a gobernador en 2019
Para las elecciones de 2019, se presentó como candidato a gobernador por fuera del MPN, en un frente encabezado por el Partido Demócrata Cristiano junto con partidos provinciales, quedando en el cuarto lugar al obtener poco menos del 10% de los votos.

### Candidato a intendente de la ciudad de Neuquén en 2019
El 15 de septiembre de 2019 el exgobernador Jorge Sobisch participó de las elecciones municipales como candidato a intendente de la Ciudad de Neuquén por la Democracia Cristiana, obteniendo el tercer lugar en los comicios con el 10% de los sufragios.